# Ameira pusilla
Ameira pusilla är en kräftdjursart som beskrevs av T. Scott 1903. Ameira pusilla ingår i släktet Ameira och familjen Ameiridae. Inga underarter finns listade i Catalogue of Life.